# Prosthechea silvana
Prosthechea silvana là một loài thực vật có hoa trong họ Lan. Loài này được Cath. & V.P.Castro mô tả khoa học đầu tiên năm 2003.